# Hraniční dub v Pitkovičkách
Hraniční dub v Pitkovičkách je památný hraniční strom, který roste v Praze 10 v ulici V Pitkovičkách za bývalou kovárnou.

## Parametry stromu
- Výška (m): 19,0
- Obvod (cm): 342
- Ochranné pásmo: vyhlášené - kruh o poloměru 11 m na p.č. 112/1, 112/2, 118 a 120 k.ú. Pitkovice
- Datum prvního vyhlášení: 11.06.2004[1]
- Odhadované stáří: 165 let (k roku 2016)[2]

## Popis
Strom má dlouhý rovný kmen, který se rozvětvuje vysoko nad zemí, a jeho košatá koruna má tvar vějíře. Strom roste u budovy a dolní větve již nemá; byly odstraněny až po střechu domu. Jeho zdravotní stav je velmi dobrý.

## Historie
Dub vysazený kolem roku 1850 je hraničním stromem bývalé zemědělské usedlosti. Je součástí přírodní památky Pitkovická stráň.

## Turismus
Poblíž dubu vede turistická značená trasa  3059 z Uhříněvsi přes Pitkovice a Křeslice do Kateřinek.